# Gandegghütte
Die Gandegghütte ist eine private Berghütte im Skigebiet von Zermatt in der Schweiz.

## Lage
Mit der Höhe von 3030 m ü. M. liegt sie genau 100 m höher als die Seilbahnstation Trockener Steg. Die Hütte selbst liegt an einem Grat, der das Gletschereis des Oberen Theodulgletschers im Westen vom Unteren Theodulgletscher im Osten trennt. Von der Hütte aus hat man Aussicht auf das Matterhorn, das Breithorn und den Monte Rosa.

## Wege
Bedeutendster Ausgangspunkt ist die Seilbahnstation Trockener Steg, von der aus die Hütte in etwa 30 Minuten zu erreichen ist. Der Weg von den Stationen Furi und Rotenboden ist mit knapp drei Stunden deutlich länger. Übergänge sind zur Hörnlihütte (4 Stunden) zur Monte-Rosa-Hütte (5 Stunden) und zum Rifugio Teodulo (1 Stunde) möglich. Von der Gandegghütte erreichbare Gipfelziele sind das Klein Matterhorn, das Breithorn und die Testa Grigia.

## Geschichte
Die 1885 erbaute Hütte diente früher als Nahrungslager und einfache Notfallstation. 1964 wurde sie durch einen Neubau ersetzt. Während der Wintersaison wird die Gandegghütte als Restaurant genutzt. Übernachtungen in einem der 48 Schlafplätze sind von Juli bis September möglich.